# Joker (Scrabble)
Pour les articles homonymes, voir joker.
Au jeu de Scrabble, un joker est une lettre blanche à laquelle on peut assigner l'identité de n'importe quelle lettre. La valeur du joker est zéro point. Les jokers sont souvent écrits comme un point d'interrogation (?) sur les feuilles ' ou LOUEURS avec le joker représentant un J ou un L.[pas clair] Il peut être réutilisé par un autre joueur. Un joueur ne peut pas utiliser 2 joker dans le même mot.

## Emploi du joker
En Scrabble classique, le joker est souvent considéré comme la lettre la plus précieuse et certains joueurs le gardent en attendant de pouvoir placer un Scrabble ou un coup d'au moins 50 points. 
En Scrabble duplicate la présence du joker augmente notamment la probabilité que les joueurs puissent placer un Scrabble. Avec la possibilité d'utiliser le joker comme n'importe quelle lettre.
Selon le point 6 de la règle, telle qu'écrite dans le jeu édité par J.W.SPEAR & SONS, "Lorsque le joueur se sert d'un jeton blanc, il doit indiquer quelle lettre celui-ci représente, après quoi elle ne pourra plus être changée pendant tout le reste de la partie".
En fin de partie, si le Joker n’a pas été utilisé par un des joueurs, 20 points lui sont retranchés et ajoutés au score du joueur ayant épuisé ses lettres.

## Duplicate Joker
Il existe une version du jeu Scrabble duplicate où un joker est présent dans chaque tirage. Les joueurs retirent les deux jokers des lettres avant le début de la partie. Chaque tirage est composé de six lettres tirées aléatoirement et un joker. Lorsqu'un mot est placé, le joueur retire la vraie lettre que le joker représente et la place sur la grille. Si cette lettre est épuisée, le joker reste sur la grille à la place de la lettre. Lorsque les deux jokers sont placés sur la grille, la partie continue en duplicate normal.